# Tanytarsus pelsuei
Tanytarsus pelsuei är en tvåvingeart som beskrevs av Spies 1998. Tanytarsus pelsuei ingår i släktet Tanytarsus och familjen fjädermyggor. Inga underarter finns listade i Catalogue of Life.